# Harlekinbär

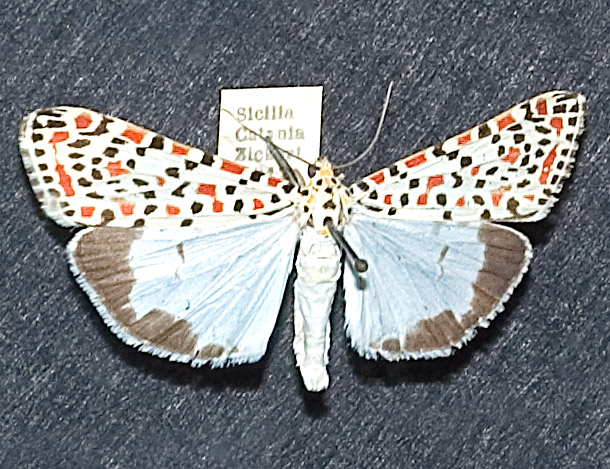
Ein präpariertes Exemplar im Naturhistorischen Museum Wien

Der Harlekinbär (Utetheisa pulchella), auch Prunkbär oder Punktbär genannt, ist ein Nachtfalter aus der Unterfamilie der Bärenspinner (Arctiinae).

## Merkmale
Die Falter erreichen eine Flügelspannweite von 29 bis 42 Millimetern. Sie sind sehr auffällig gefärbt. Die Vorderflügel sind weiß mit zahlreichen roten und schwarzen Flecken. Die Hinterflügel sind hellblau und am Rand ungleichmäßig grau gefärbt. Einzelne graue Punkte finden sich neben den grauen Flächen. Auch um den Kopf sind sie weiß mit roten und schwarzen Punkten. Der Hinterleib ist rein weiß.
Die Raupen sind grau und tragen weiße Linien am Rücken und auf der Seite. Außerdem hat jedes Segment eine orange Querlinie. Der Körper ist bedeckt mit zahlreichen schwarzen Warzen, aus denen graue Haare wachsen.

## Vorkommen
Die Tiere kommen vor allem in Afrika, dem Mittelmeerraum, in Mittel- und Südostasien vor, finden sich aber auch in Mitteleuropa nördlich der Alpen als Wanderfalter. Auch in Großbritannien findet man sie gelegentlich, wo aber erst ca. 100 Exemplare gesichtet wurden.

## Lebensweise
Sie leben je nach Vorkommen in einer oder in zwei Generationen, in den Tropen entstehen diese aber kontinuierlich. Die nachtaktiven Tiere kommen in Mitteleuropa im Herbst vor und fliegen teilweise auch am Tag.

## Nahrung der Raupen
Die Raupen ernähren sich von Vergissmeinnicht (Myosotis spec.), Borretsch
(Borago spec.), Sonnenwenden (Heliotropium spec.) und anderen raublättrigen Pflanzen.

## Entwicklungsgang
Die Raupen verpuppen sich in einem Gespinst zwischen Blättern am Boden.